# 魔法少女大戰
《魔法少女大戰》是一部由《2.5次元電視》所開展的跨媒體製作型故事，2014年4月8日電視動畫在TOKYO MX開始首播。

## 概要
日本全國47個都道府縣共同創作「當地魔法少女」的活躍作品。每個少女被賦與特別的寵物（使魔）。
於2012年開始設置投稿網站，開始為「pixiv」的插圖募集。在當中優勝的作品會成為下列遊戲作品，以女主角形式登場。此後，會以手機應用軟件或遊戲推出，朝各方發展。在海外作品中，兩名台灣插畫家設計的魔法少女被選中入圍。
作為2.5次元電視的主業務網絡電視已在2013年末終止，但業務內容將會繼續營運。
詳情參照：2.5次元電視#2.5次元電視項目

## 故事
被稱作「禍津日神」的惡靈開始在日本蔓延。禍津日神會附身在人類或物品上，為害各地。在這樣的背景下，故事就從主角少女和她夥伴兼寵物的御先神在森林中醒來開始。
少女突然被禍津日神襲擊。她藉助稻田真姬這名魔法少女的力量成功擊退敵人。由於少女和御先神不知為何失去了記憶，真姬便為她們分別取名為「榊天音」和「山田」。
接著，天音和山田就展開了除魔的全國旅行。

## 登場角色
在《ZANBATSU》中出現的角色（包括動畫出現的角色），共47名魔法少女。

### 動畫主要角色
青葉鳴子（Aoba Naruko）
配音員：荒川美穗（日）
宮城縣的魔法少女。動畫版主角。
偶爾遇上了喜歡破壞稻田的迷你巨雀（竹雀），隨後更認識了不同的魔法少女。
變身時的咒語是「Change or Die!」（チェンジ オア ダイ！）。
 寵物 － 竹雀（タケスズメ） 
配音員：山寺宏一（日）
淺間茉莉（Asama Matsuri）
配音員：南條愛乃（日）
静岡縣的魔法少女。
有著勇往直前、天真爛漫的性格。
不太擅長於思考複雜的事情，混亂狀態時會假裝生氣地大叫「啊！」
  寵物 － 登呂（トロ）
配音員：岩田光央（日）
小張凜（Obari Rin）
配音員：村川梨衣（日）
東京都的魔法少女，遊戲稱號「小馬凜」（こばりん）。
生於名門世家的千金少姐，仿如小公主。
有著順從奶奶說話的個性。
  寵物 － 茂助（モ助）
配音員：新井里美（日）
犬鷲由里（Inuwashi Yuri）
配音員：新谷良子（日）
石川縣的魔法少女。遊戲稱號 (マジア・フルミネ)
喜歡傳統手藝與裝嵌機械的女高中生。
因「與魔法少女的年齡不配……」而感到煩惱。
  寵物 － 獅子吼（ししく） 
配音員：竹内良太（日）
神木鈴花（Shinboku Rinka）
配音員：小松未可子（日）
三重縣的魔法少女，遊戲稱號「Magical三重縣」（マジカル三重県）。
老家是神社，平時會在神社以實習巫女的身份幫忙。
是一個文靜並帶點吊儿郎當的少女。
很喜歡看電視的體育節目。
  寵物 － 海老藏（エビゾウ）
配音員：千葉繁（日）
有明煉華（Ariake Renka）
配音員：寺崎裕香（日）
熊本縣的魔法少女，遊戲稱號「煉」（れん）。
當有遇上有困難的人時，會默默地幫忙。
只有在變身後，才會稍微流露出感情，言語也會變得粗暴。
  寵物 － 笑空（えくう）
配音員：山口勝平（日）
近衛芽吹（Shinboku Mebuki）
配音員：小岩井小鳥（日）
京都府的魔法少女。
在學校中有著友好的性格待人接物所以不常生事。
但事實上本性倔强，有著很高自尊的孤狼系少女。
  寵物 － 雄揚先生（おあげさん）
配音員：西口杏里沙（日）

### ZANBATSU 遊戲角色
榊天音（Sakaki Amane）
配音員：池澤春菜（日）
本篇主角，玩家角色。
喪失記憶，關於自己的事完全忘記了。唯一的記憶是自己還有重要的使命，但確實內容卻一無所知。與同樣喪失記憶的御先神山田、同樣是魔法少女的謎之少女真姬一同踏上旅途。
御先神 － 山田（やまだ）
配音員：浪川大輔（日）
跟從天音的同伴，事實上是喪失記憶的御先神。
語尾總是「〜Ssu」（ッス）。
舉止行為常常掉以輕心，還有囉嗦得要命，對可愛的女生性搔擾是司空見慣的行為。在那些時候，天音便會狠狠吐槽（責備），而且變得十分嚇人。
稻田真姬（Inada Maki）
配音員：加藤英美里（日）
謎之魔法少女。
是天音和山田的命名人，是最先出現在2人面前的魔法少女。 與天音一樣好像抱有什麼使命，現在就像在日本全國旅行中，但是・・・。
戎子紫兔（Ebisu Shito）
配音員：秦佐和子（日）
全國各地魔法少女所依頼的遊戲商店店員。
透過所謂的神奇通道，在任何時候都可以快速「跳躍♪」過去。
北野駒子（Kitano Komako）
配音員：水橋香織（日）
北海道的魔法少女，遊戲稱號「Flower Snow」（フラワースノウ）。
在變身前性格開朗，變身後變成性格冷酷的成年人性格。
 御先神 －座布團（ざぶとん） 
白鳥音緒（Hakuchou Neo）
配音員：三上枝織（日）
青森縣的魔法少女。
性格明亮友善。說話時略帶輕微的口音，語尾稍有鄉音。
 御先神 －為野部（ためのぶ） 
雪（Yuki）
配音員：仲谷明香（日）
岩手縣的魔法少女。
有著如同「座敷童子」外表，平常沉默寡言，表情幾乎看不出是喜怒哀樂（面癱）。
有著手拿與體型不適合的巨大金棒作特徵。
 御先神 － 子鬼 
或邊飛子（Arube Topiko）
配音員：淺野真澄（日）
秋田縣的魔法少女。
性格明亮，食欲旺盛。個性稍微有點怪。正如本人的性格那樣，身後總是背著明亮點燃的竿燈 。
赤葉優花菜（Akaba Yukana）
配音員：遠藤綾（日）
山形縣的魔法少女，遊戲稱號「紅雪油姬」。
是一個穩重可靠的大姐姐。雖然，時常失踪。
磐城桃（Iwaki Momo）
配音員：伊織有希（日）
福島縣的魔法少女，遊戲稱號「吾妻桃香」（吾妻モモカ）。
富有很強的正義感，因為性格稍為容易暴走而時常惹怒邊先生。最喜歡是運動和甜食。
 御先神 － 邊先生（べぇさん） 
櫔野日光（Tochinobi Hikari）
配音員：茅原實里（日）
栃木縣的魔法少女。
總是一切從簡開朗。卻有著栃木换成日本首都的野望，並暗中活動。主要的活動內容是在住所附近打掃。
 御先神 － 丸利（まるり） 
結城野薔薇（Yuuki Nobara）
配音員：皆川純子（日）
茨城縣的魔法少女，遊戲稱號「Princess Rose」（プリンセスローズ）。
說話刻薄，待人接物也不好；但事實上內心帶有情熱與愛情，性格友善。
馬飼麗辻（Umakai Tsutsuji）
配音員：內田彩（日）
群馬縣的魔法少女，遊戲稱號「遊馬」（ゆま）。
平日的性子無法平靜下來，總是焦急的樣子，總是在特別時間忍不住闖進地方。
 御先神 － 托馬（トーマ） 
埼城玉彩（Saiyo Tamame）
配音員：瀨戶麻沙美（日）
埼玉縣的魔法少女，遊戲稱號「Princess Saitama」（プリンセスサイタマ）。
在人前是才貌雙全的大姐姐角色，事實上脾氣刁蠻任性。弱點是暑熱與倦怠，在炎熱下戰鬥會口出狂言・・・。
 御先神 － 白子（シラコ）
葉櫻千（Hazakura Sen）
配音員：德井青空（日）
千葉縣的魔法少女。
性格活潑開朗。對千葉的了解並不深入，據說與寵物相遇後，成為把千葉的特點推廣全世界的魔法少女。
 御先神 － 岩先生（ いわっさん）
港坂海萌（Kousaka Minamo）
配音員：藤井幸代（日）
神奈川縣的魔法少女，遊戲稱號「港坂・費莉西亞・海萌」（港坂・フェリシア・みなも）。
個性只會跟從自己的步伐。
 御先神 － 仙子姐姐麗（ペリレイさん） 
越後市子（Echigo Ichico）
配音員：高橋未奈美（日）
新潟縣的魔法少女，遊戲稱號「Princess Echigo」（プリンセス・エチゴ）
變身前性格文靜，變身後卻十分熱血。當變身時，平日總是抑壓自己表達真正感受，想變得活潑開朗。
 御先神 － 佐渡（サド） 
螢井可琳（Hotarui Karin）
配音員：劉婧犖（日）
富山縣的魔法少女，遊戲稱號「基多・蘆葦」（キト・ホタルイ）。
認真、在何事都卯足全力的女孩子。稍微怕生，是一個輸不起的人。俱有抵抗災害保護山林的能力，運氣超好。
 御先神 － 張先生（チョウさん） 
川中島信濃乃（Kawanakajima Shinanono）
配音員：真田麻美（日）
長野縣的魔法少女。
喜歡日本史，熟悉關於戰國時代與戰國武將的全部。
相比起平日以一副懶散的模樣過日子，談論武將時會雙眼發亮。
 御先神 － 蕎辰（そばたつ） 
都竹垂里（Tsuduku Shiduri）
配音員：濱頭優（日）
岐阜縣的魔法少女，遊戲稱號「霜月」（シモツキ）。
往常總是酷酷的並沉默寡言，實際上內心卻是寂寞的。認為對岐阜縣的感情比誰都更強烈。有著長尺為武器的特徴。
越前福（Echizen Fuku）
配音員：齋藤楓子（日）
福井縣的魔法少女，遊戲稱號「魔法少女☆福福」（魔法少女☆ふくぷく）。
是寺廟的姑娘，謠傳她擁有靈力。總是顯露一面無趣的倦顏，卻意外地俏皮。
 御先神 － 愛知福（えちぷく）
桃山湖衣（Momoyama Koi）
配音員：高森奈津美（日）
山梨縣的魔法少女，遊戲稱號「風鈴」（フウリン）。
平日總是個淘氣、開朗的少女。容易生氣，把由静岡來到富士山的魔法少女視為小對手？
 御先神 － 桃子（モモコ）
竹原綸（Takehara Rin）
配音員：持月玲依（日）
愛知縣的魔法少女，遊戲稱號「I@竹綸」（I@ちくりん）。
某些地方稍有點天然呆的傲嬌女孩。在住家附近的咖啡店做兼職。喜歡的食物是拉麵。
淡海甲（Oumi Kinoe）
配音員：大倉菜花（日）
滋賀縣的魔法少女，遊戲稱號「杜鵑」（じゃくなげ）。
外表看似文靜安分，事實上是喜歡近江牛的肉食系女子。
 御先神 － 鳰師傅（にお師匠）
阪本玉枝（Sakamoto Tamae）
配音員：清都亞理沙（日）
兵庫縣的魔法少女。
性格在變身前後有著明顯的分別。雖然平時（未變身前）很溫順，但是在變身後個性會徹底改變，變成强硬的武鬥派。
御堂櫻（Midou Sakura）
配音員：植田佳奈（日）
大阪府的魔法少女，遊戲稱號「Princess Sakura」（プリンセスさくら）。
口頭禪是「確實氣死我了」（怒るでほんまに）。爱好相聲，對此十分投入專業。
藤原楓非子（Fujiwara Fuhiko）
配音員：白石涼子（日）
神奈川縣的魔法少女。
就讀佛教系的學校，極其普通的女孩。通過作為魔法少女的戰鬥，開始領悟成長。
 御先神 － 阿修羅BOY（アシュラBOY）
白良濱紀乃（Shirarahama kino）
配音員：雨宮夕夏（日）
和歌山縣的魔法少女，遊戲稱號「南海魔導海公牛」（南海魔導まりんブル）。
是一個頗為害羞的少女，卻有著意外豪爽的一面。
 御先神 － 御蛙（ミカエル）
三朝千代（Miasa Chiyo）
配音員：大谷理美（日）
鳥取縣的魔法少女，遊戲稱號「優多」（ゆた）。
為人文靜，是稍為保守的少女。不擅長於新事物與潮流。因為看似很易哭泣的樣子，所以下定決心不再哭泣。
國引千歲（Kunibiki Chitose）
配音員：あんどうさくら（日）
島根縣的魔法少女，遊戲稱號「須佐的公主」（スサノヒメ）。
為了想改變畏缩不前的自己，而成為魔法少女。在神有月（10月）提高戰鬥力，儼如帶有吸引異性能力。
桃村雀（Momomura Suzume）
配音員：金元寿子（日）
岡山縣的魔法少女，遊戲稱號「吉美姬」。
是一個有自己主張、性格優閒自在的少女。擅長於體力勞動和細緻的工作。
輪島燈寧（Wajima Akane）
配音員：佐藤利奈（日）
廣島縣的魔法少女，遊戲稱號「Maple」（メイプル）。
性格明亮、充滿活力。當失控時更無法對戰，只祈求廣島平心地善良的少女。竟然可用蠻力顫抖巨大的槌子？
滿天夏美（Manten Natsumi）
配音員：原田瞳（日）
山口縣的魔法少女，遊戲稱號「夏美」（ナツミ）。
性格天真無邪並且明亮。是一個對學會活動盡心盡力的努力家。
玉藻花明（Tamamo Kanaka）
配音員：葵ひびき（日）
香川縣的魔法少女。
倔强、急躁、並且貪慕虛榮。座右銘是「Time Is Money」。
 御先神 － 百輔
姬野星科（Himeno Setoka）
配音員：大久保瑠美（日）
愛媛縣的魔法少女，遊戲稱號「真名姫」（マナヒメ）。
是一個文靜又活潑的少女。抱著多一事不如少一事的心態，保守是她的優點也是缺點。變身後稍微變得好戰。
 御先神 － 小女郎（こじょろー）
白鷺沙羅（Shirasagi Sara）
配音員：湯淺楓（日）
德島縣的魔法少女，遊戲稱號「Magical Virtue」（マジカルヴァーチェ）。
當二拍子的音樂流動時會變得十分熱血。而且，十分喜歡夏天，只有夏天的時候一直處於高壓狀態。
劍物部（Tsuruki Monobe）
配音員：富岡美沙子（日）
高知縣的魔法少女，遊戲稱號「伊奘諾大王」（イザナギダイオウ）。
為了成為地上最強的魔法少女，不由得到瀑布進行修行的少女。性格腹黑並躁狂，常攜帶稻草娃娃，隨時咀咒別人。
星野梅（Hoshino Ume）
配音員：田村由香里（日）
福岡縣的魔法少女。
修行中的魔法少女。心地善良、大小姐並且有著強大的內心。稍稍帶點冒失。
 御先神 － 鈍太（どんた）
吉野沙也香（Yoshino Sayaka）
配音員：橋本啟子（日）
佐賀縣的魔法少女，遊戲稱號「吉野里佐賀子」（吉野ヶ里さが子）。
彷彿不曾輸給隣縣的福岡，是個極其逞強的女孩子。喜怒哀樂都形於色，有自己一套。
 御先神 － Mutti（ムッティ）
神代雨子（Kamishiro Ameko）
配音員：南里侑香
長崎縣的魔法少女。
有著恭敬平穩言行舉止的少女。戰鬥時威風並活躍。
興趣是製作和菓子，製作時被干擾足以引爆所有威力。
 御先神 － 桃之助（もものすけ）
綠湯煙（Midoriyu Kemuri）
配音員：新藤若菜（日）
大分縣的魔法少女，遊戲稱號「煙」（ケムリ）。
因為言語嚴肅所以容易被誤解，但事實上十分友善。興趣是園藝和溫泉之旅。
天野日向夏（Amano Himuka）
配音員：綾瀨有
宮崎縣的魔法少女，遊戲稱號「日向夏」（ヒムカ）。
是一個認真安分的乖女孩。但事實上內心蘊含著激情，持有強大的心靈。
 御先神 － 羽仁君（はにぃくん）
鹿地隼芽（Kaji Hayame）
配音員：赤崎千夏（日）
鹿兒島縣的魔法少女，遊戲稱號「隼芽」（ハヤメ）。
變身前性格溫純，是心地善良的「薩摩おごじょ」。變身後會變得如同「薩摩隼人」般的體育系氣質。
 御先神 － 天牙音（てんがね）
比嘉愛美（Higa Manami）
配音員：国仲奏絵（日）
沖繩縣的魔法少女，遊戲稱號「MANA」。
性格元氣並且明亮，動作反應卻大了點。
 御先神 － 亞 & 運（あ & うん）

### Lock On! 遊戲角色
在《Lock On!》登場的角色。
魔法少女露伊
原名：白河越露伊（白河越ルイ）。
北海道、東北地區的魔法少女；由「山口カエ」創作。
是一個不會拒絕人的老實人，擔心的事往往事與願違。平時說話不會帶有鄉音，但說話帶敬語。跟敵人戰鬥並非自己本意，雖然帶有決心為戰鬥做好覺悟，卻不忍心傷害人的魔法少女。
 寵物 － 北之谷羚羊（北の谷のカモシカ） 
通稱：小摩卡（モカちゃん）
魔法少女真奈
原名：來栖真奈花（来栖まなか）。
關東地區的魔法少女；由「おちゃう」創作。
外表看容易看出是一個乖女孩的優等生，有自己一套的興趣，喜歡收集可愛的物品的孩子。偶爾有著當決定了的東西就不顧一切地完成的毛病。喜歡的食物是甜食，尤其最喜歡的是饅頭。
 寵物 － 輝舞夜（てぶよ） 
魔法少女鈴天
原名：水谷優良。
中部地區的魔法少女；由「恭介」創作。
有著好管閒事與認真的性格，正以高中初次登台為目標，因為原是優等生，所以不能從事流行雜誌或電視的活動。卻有著一個夢幻般的秘密，十分享受履行魔法少女的職責。
 寵物 － 雄武子（オムコ） 
魔法少女四糸乃
原名：西本四糸乃（西本よしの）。
近畿地區の魔法少女；由「村上ゆいち」創作。
是喜歡照顅別人的姐姐系少女，稍有點脾氣，而且行動總比說話更快。另外，因為不尋常的強大臂力（儘管是魔法少女）卻以物理攻擊為主，幾乎不使用魔法攻擊。即使如此，內心仍然是少女心志。
 寵物 － 和神 
魔法少女麻里菜
原名：島波佐和子。
中國・四國地區的魔法少女；由「もぐも」創作。
最喜歡瀬戸内的大海，是一個心地善良的女孩子。稍稍膽怯，無法在重要場面拿出勇氣的自己，所以討厭這樣的性格。受到概要的教訓，經歷作為魔法少女的戰鬥，從而漸漸成長……。
 寵物 － 信夫（シノブ） 
魔法少女紅瑪瑙
原名：天草瑪瑙。
九州・沖繩地區的魔法少女；由「ぶちでびる」創作。
身型雖然細小，但不論任何時候精力與競爭精神都是滿滿的強大。在長崎的花燈節與寵物（魔法使）蘭燈相遇，因為與蘭燈意氣相投所以成為了魔法少女，並和蘭燈成為非常友好的朋友。
 寵物 － 蘭燈（ランたん） 

### 其他
動畫客串角色。
尊達（Zunda）
配音 - 冨岡美沙子
禍津日神。
秋保美里（Akiu Misato）
配音 - 佐藤奏美
青葉鳴子的好友。
雨切羚衣（Amesetsu Rei）
配音 - 三森すずこ
在動畫「東京篇」，是凛的魔法少女對手。
祖母
配音 - 佐藤はな
小張凜的祖母，第7話登場。
祖母的朋友
配音 - やのあんな
第7話客串出演。

## 手機程式

### 魔法少女大戰 Lock On!
iOS向的手機應用程式所構成的射擊遊戲《魔法少女大戰 Lock On!》；於2013年12月20日，GALAT中發佈。

### 魔法少女大戰 TACTICS
DMM.com以應對智能手機市場，所推出的戰略射擊遊戲《魔法少女大戰 TACTICS》，因而在2014年1月28日發佈。

## 遊戲
PS Vita應用遊戲軟件《魔法少女大戰 ZANBATSU》，已於2014年3月27日由GALAT發佈下載版本。

## 動畫
2014年4月開始，由TOKYO MX、BS11創作，5分鐘內的短篇動畫開始播放，每3次播放為1集。
監督為《最強學生會長》擔任演出・過場插畫的大野木彩乃、角色設計為《當不成勇者的我，只好認真找工作了。》的道具設計師川元麻里子擔任、CG監督為《斯特拉女子學院高等科C3部》的川尻將由、由GAINAX分别做擔當動畫製作。在片頭曲，工作人員的出生都道府縣都被介紹。

### 工作人員
- 原作 - 松井健、伊藤桃香（2.5次元電視） / GAINAX
- 監督 - 大野木彩乃
- 角色設計 - 川元麻里子
- 復古設計 - 品川宏樹[3]
- 總作畫監督 - 清丸悟[3]
- 劇本 - 兵頭一步
- 美術監督 - 小宮智彦[3]
- CG監督 - 川尻將由[3]
- 撮影監督 - 口羽毅[3]
- 音響效果 - 小泉紀介
- 音樂製作 - Hiroshi Watanabe
- 計劃協作 - YTE
- 製片人 - 麻生義徳、岡田祐樹子[3]
- 動畫原創 - 清原良太
- 動畫制作 - GAINAX
- 製作 - 2.5次元電視、GAINAX

### 電視台
| 放送地區 | 電視台     | 播放日期               | 播放時間             | 播放系列 | 備註                       |
| -------- | ---------- | ---------------------- | -------------------- | -------- | -------------------------- |
| 東京都   | TOKYO MX   | 2014年4月8日 - 9月30日 | 星期二 21:55 - 22:00 | 獨立局   |                            |
| 全國播放 | d動漫店    | 2014年4月9日 -         | 不定期更新           | 網絡電視 | 會員服務用戶可自由播放全集 |
| 全國播放 | BS11       | 2014年4月10日 -        | 星期四 23:54 - 24:00 | BS放送   | 『ANIME+』制限范围         |
| 全國播放 | BANDAI頻道 | 2014年4月15日 -        | 星期二 12:00 更新    | 網絡電視 | 毎月播放1episode           |
| 全國播放 | GyaO!      |                        | 星期三 0:00 更新     | 網絡電視 |                            |
| 全國播放 | AT-X       | 2014年5月4日 -         | 星期日 18:55 - 19:00 | CS播放   | 有重複播出                 |

NicoNico在隔周播放中的情報節日「魔法電視」現場直播第2集。

### 各集標題
| 播放順序 | 日文標題                      | 中文標題                        | 中文標題                      | 分鏡       | 演出            | 作畫監督                                |
| -------- | ----------------------------- | ------------------------------- | ----------------------------- | ---------- | --------------- | --------------------------------------- |
| 01       | Episode 1 宮城県              | Episode 1 宮城縣 青葉鳴子的情況 | 第一幕                        | 大野木彩乃 | 大野木彩乃      | 清丸悟、木野下澄江 鯉川慎平             |
| 02       | Episode 1 宮城県              | Episode 1 宮城縣 青葉鳴子的情況 | 第二幕                        | 大野木彩乃 | 大野木彩乃      | 清丸悟、木野下澄江 長谷川哲也、鯉川慎平 |
| 03       | Episode 1 宮城県              | Episode 1 宮城縣 青葉鳴子的情況 | 第三幕                        | 大野木彩乃 | 大野木彩乃      | 長谷川哲也                              |
| 04       | Episode 2 静岡県              | Episode 2 静岡縣                | 第一幕                        | 大町生     | 池田智美        | 星野玲香                                |
| 05       | Episode 2 静岡県              | Episode 2 静岡縣                | 第二幕                        | 大町生     | 池田智美        | 星野玲香                                |
| 06       | Episode 2 静岡県              | Episode 2 静岡縣                | 第三幕                        | 大町生     | 池田智美        | 星野玲香                                |
| 07       | Episode 3 東京都              | Episode 3 東京都 小張凛的情況   | 第一幕                        | 井畑翔太   | 井畑翔太        | 大村将司                                |
| 08       | Episode 3 東京都              | Episode 3 東京都 小張凛的情況   | 第二幕                        | 井畑翔太   | 井畑翔太        | 川元まりこ                              |
| 09       | Episode 3 東京都              | Episode 3 東京都 小張凛的情況   | 第三幕                        | 井畑翔太   | 井畑翔太        | 大村将司                                |
| 10       | Episode 3 東京都              | Episode 3 東京都 小張凛的情況   | 第四幕                        | 井畑翔太   | 井畑翔太        | 大村将司                                |
| 11       | Episode 4 石川県              | Episode 4 石川縣 犬鷲由里的情況 | 第一幕                        | 長谷川太論 | 長谷川太論      | 星野玲香                                |
| 12       | Episode 4 石川県              | Episode 4 石川縣 犬鷲由里的情況 | 第二幕                        | 長谷川太論 | 長谷川太論      | 星野玲香                                |
| 13       | Episode 4 石川県              | Episode 4 石川縣 犬鷲由里的情況 | 第三幕                        | 長谷川太論 | 長谷川太論      | 長谷川哲也                              |
| 14       | Episode 4 石川県              | Episode 4 石川縣 犬鷲由里的情況 | 第四幕                        | 長谷川太論 | 長谷川太論      | 長谷川哲也                              |
| 15       | Episode 5 三重県              | Episode 5 三重縣 神木鈴花的情況 | 第一幕                        | 大町生     | 大町生          | 諸貫哲朗                                |
| 16       | Episode 5 三重県              | Episode 5 三重縣 神木鈴花的情況 | 第二幕                        | 大町生     | 大町生          | 諸貫哲朗 南方麻奈美                     |
| 17       | Episode 5 三重県              | Episode 5 三重縣 神木鈴花的情況 | 第三幕                        | 大町生     | 大町生 岡本良平 | 南方麻奈美                              |
| 18       | Episode 6 熊本県              | Episode 6 熊本縣 有明煉華的情況 | 第一幕                        | 北久保弘之 | 池田智美        | 星野玲香                                |
| 19       | Episode 6 熊本県              | Episode 6 熊本縣 有明煉華的情況 | 第二幕                        | 北久保弘之 | 池田智美        | 星野玲香                                |
| 20       | Episode 6 熊本県              | Episode 6 熊本縣 有明煉華的情況 | 第三幕                        | 北久保弘之 | 池田智美        | 星野玲香                                |
| 21       | Episode 7 京都府              | Episode 7 京都府 近衛芽吹的情況 | 第一幕                        | 北久保弘之 | 大野木彩乃      | 川元まりこ                              |
| 22       | Episode 7 京都府              | Episode 7 京都府 近衛芽吹的情況 | 第二幕                        | 北久保弘之 | 池田智美        | 星野玲香                                |
| 23       | Episode 7 京都府              | Episode 7 京都府 近衛芽吹的情況 | 第三幕                        | 北久保弘之 | 大野木彩乃      | 木野下澄江                              |
| 24       | Episode 7 京都府              | Episode 7 京都府 近衛芽吹的情況 | 第四幕                        | 北久保弘之 | 池田智美        | 星野玲香                                |
| 25       | Episode 7 京都府              | Episode 7 京都府 近衛芽吹的情況 | 第五幕                        | 北久保弘之 | 大野木彩乃      | 川元まりこ                              |
| 26       | Episode 8 島根県 榊天音の場合 | Episode 8 島根縣 榊天音的情況   | Episode 8 島根縣 榊天音的情況 | 北久保弘之 | 北久保弘之      | 川元まりこ 南方麻奈美                   |

## 主題曲
「オール・オーヴァー」（ALL・OVER）
作詞・作曲・編曲・歌 - kz（Livetune） adding 矢野安娜

## 漫畫
《月刊Comic Gum》（WANI BOOKS）於2014年5月號開始連載漫畫。作畫由TNSK擔任。
另外，《ComicWalker》（KADOKAWA）中掲載了「魔法少女大戰　宮城縣　青葉鳴子的場合」。
作畫由同縣負責設計的山口香繪擔任。

## 外部連結
- 魔法少女大戰動畫網站 （页面存档备份，存于）
  - 魔法少女大戰 Lock On!
  - 魔法少女大戰 TACTICS
  - PS Vita專用軟件「魔法少女大戰 ZANBATSU」 （页面存档备份，存于）
  - 魔法少女大戰官方網站的X（前Twitter）
  - 魔法少女營運的X（前Twitter）